# КК Барак Нетанја
КК Барак Нетанја (хебр. ברק נתניה‎) је израелски кошаркашки клуб из Нетанје. Тренутно се такмичи у Суперлиги Израела.

## Историја
Клуб је основан 1959. године под именом Елицур Нетања. У сезони 1985/86. успели су да стигну до финала плејофа израелског првенства где су поражени од Макабија из Тел Авива.
У Купу Израела два пута су стизали до финала али су оба пута поражени, први пут од Хапоел Галил Елјона а други пут од Макаби Тел Авива.

## Успеси
- Суперлига Израела
  - Другопласирани (1) :  1986.
- Куп Израела
  - Финалиста (2) :  1988, 2011.

## Познатији играчи
- Елтон Браун
- Ромео Травис